# Configurazione traente-spingente

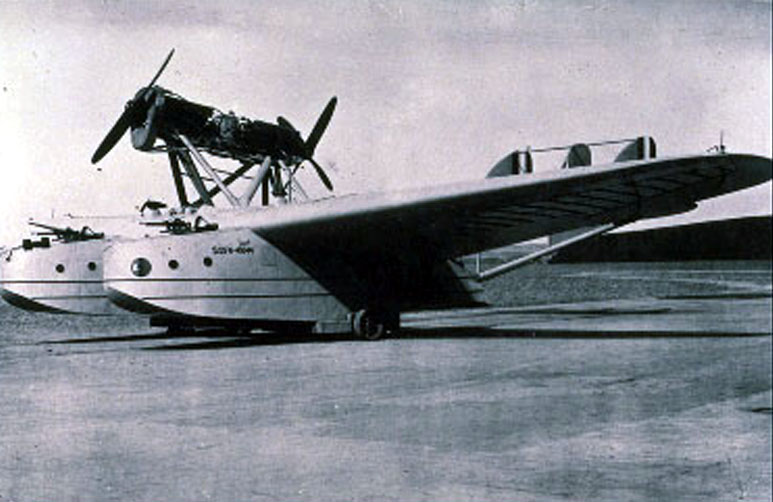
Un Savoia-Marchetti S.55M da ricognizione marittima

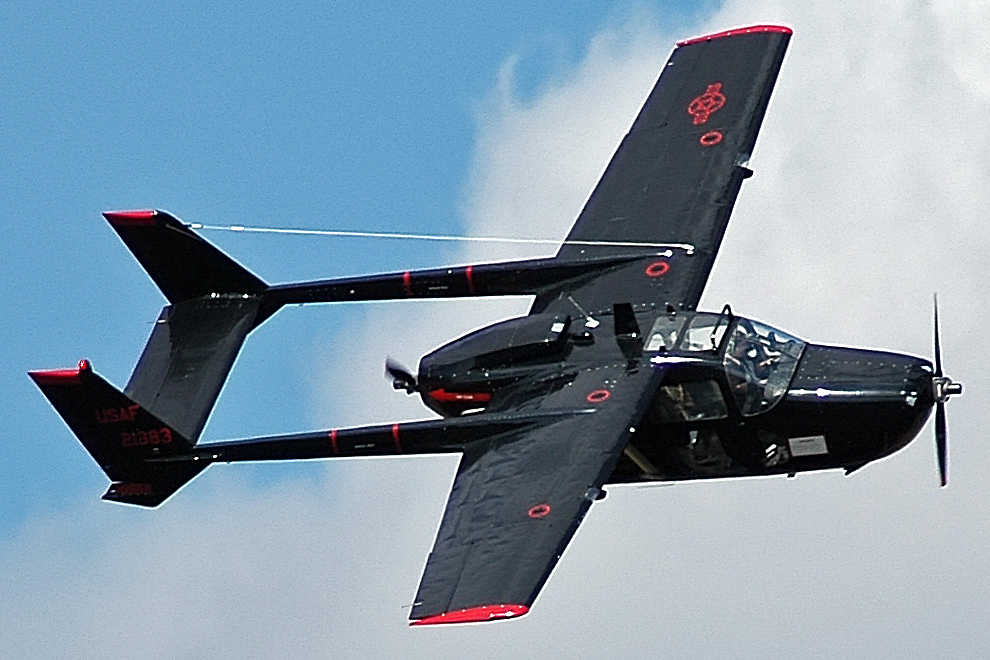
Un Cessna O-2 Skymaster, versione militare in uso nell'USAF

Come configurazione traente-spingente, o motori in tandem con eliche propulsive-trattive si intende un velivolo che combina una o più eliche traenti, con una o più eliche spingenti.
La configurazione traente prevede le eliche montate davanti al motore, di modo che l'asse sia in trazione e il velivolo sia "tirato" attraverso l'aria, mentre la configurazione spingente prevede l'elica dietro al motore, con l'asse in compressione e l'aereo sia "spinto".
Un primo esempio di un velivolo "in opposizione" è stato il bombardiere italiano Caproni Ca.31 usato dal Corpo Aeronautico durante la prima guerra mondiale, il quale montava sulle ali due motori dotati di eliche traenti sulle ali ed uno con elica spingente montata centralmente. Il più noto velivolo di produzione italiana resta tuttavia il Savoia-Marchetti S.55X, modello espressamente realizzato per la trasvolata atlantica, al comando dell'asso dell'aviazione Italo Balbo, effettuata il 28 marzo 1923 da 25 esemplari per commemorare il decennale dell'istituzione della Regia Aeronautica.
La configurazione ad elica spingente ebbe il maggior, seppur limitato uso, durante la fase iniziale della prima guerra mondiale, al contrario la configurazione in opposizione ha continuato ad essere usata. Nel confronto con una tradizionale configurazione bimotore, avente le gondole posizionate sulle ali, sono due i principali vantaggi dovuti a questa soluzione. Il primo sta nel miglioramento della penetrazione aerodinamica, grazie al posizionamento dei due motori e relative eliche in un'unica gondola posizionata sulla linea centrale dell'apparecchio. Inoltre, in caso di guasto ad uno dei motori, il velivolo risulta più facile da pilotare poiché la spinta fornita dal motore restante è simmetrica.
Al contrario, i convenzionali bimotori deviano la direzione del volo nel senso del motore non funzionante diventando incontrollabili al di sotto di una determinata velocità relativa, conosciuta come Vmc, che varia in funzione del tipo di velivolo. I disegni in opposizione convenzionali, quali il Cessna O-2 Skymaster ed Adam A500, hanno i motori montati sulla carlinga in modo che il piano orizzontale del velivolo, sospeso mediante le due travi di coda, sia posizionato dietro l'elica spingente. Diversamente, l'originale caccia Dornier Do 335 Pfeil in forza presso la Luftwaffe durante la seconda guerra mondiale, aveva l'elica posteriore posizionata sulla parte terminale della fusoliera.